# Lambe-Botas
Lambe-Botas é o quarto álbum de estúdio da banda portuguesa de punk rock Tara Perdida. Foi lançado em 2005 pela editora Difference. Lambe-Botas marca ainda a estreia do baterista Rodrigo.

## Faixas
1. Realidade (Não Sou De Ninguém)
2. Absolvição (Independência)
3. Quanto Mais Eu Grito
4. Fizeram-Se Amigos
5. Diz-Me (O Que Fiz De Mal)
6. Acreditar (Força De Libertação)
7. Patricia (Melhores Dias Te Esperem)
8. Não Vou Mentir
9. Jogar De Novo E Arriscar
10. Lambe-Botas
11. Há Dias Assim (Se Pensar Eu Vou Fugir)
12. Dentro (Reacção Final)
13. Corda Na Garganta

## Elementos
- João "Capitão" Ribas - (voz)
- Rodrigo - (bateria)
- Ruka (guitarra)
- Ganso (guitarra)
- Jimmix (baixo)